# Kevin McNamara (Erzbischof)
Kevin McNamara (* 10. Juni 1926 in Newmarket-on-Fergus, County Clare; † 8. April 1987) war ein irischer römisch-katholischer Geistlicher.

## Leben
Kevin McNamara besuchte das St Patrick’s College in Maynooth und empfing am 19. Juni 1949 die Priesterweihe. Er war zeitweilig Dozent für Moraltheologie sowie später Professor für Dogmatik. Am 22. August 1976 wurde er als Nachfolger von Eamon Casey zum Bischof von Kerry ernannt und empfing als solcher am 7. November 1976 die Bischofsweihe durch den Erzbischof von Armagh, William Conway, dessen Co-Konsekratoren Thomas Morris, Erzbischof von Cashel und Emly, sowie der nunmehrige Bischof von Galway und Kilmacduagh Eamon Casey waren.
Am 15. November 1984 wurde McNamara als Nachfolger von Dermot Ryan zum Erzbischof von Dublin ernannt. Er bekleidete dieses Amt bis zu seinem Tod am 8. April 1987, woraufhin Desmond Connell seine Nachfolge antrat.
Im Murphy-Bericht zum sexuellen Missbrauch im Erzbistum Dublin wurde festgestellt, dass den vier Erzbischöfen John Charles McQuaid, Dermot Ryan, Kevin McNamara und Desmond Connell die Anschuldigungen bekannt gewesen seien, sie aber Beschwerden kaum nachgingen.